# Teletón 2024 (Guatemala)
La Teletón 2024 fue la trigésimo séptima edición de la campaña solidaria que se realizó en Guatemala.  la cual buscó recaudar fondos para la rehabilitación médica de personas con discapacidad física y el mantenimiento operativo de los 21 Centros de Rehabilitación Fundabiem que operan en el país.

## Campaña
El 3 de junio, junto a 21 conferencias de prensa, en el auditorio Camino Real, el presidente de Fundabiem Juan Carlos Eggenberger, anunció que el evento se llevara a cabo el 19 y 20 de julio.
El 8 de junio, se llevó a cabo la convocatoria de voluntarios que tuvo lugar en la sede central de la fundación.

## Transmisión
La transmisión se llevará a cabo por medio de multiplataforma, estaciones de radio, canales de televisión, medios digitales y medios del interior del país.

### Televisión
- Canal Antigua
- Guatevisión
- Nuevo Mundo TV

### Radio
- Grupo Nuevo Mundo
- Grupo RCN

## Participantes

### Artistas[5]
- Alkilados
- Ashbrall
- Balka
- Capitán Eléctrico
- Cinthya Arana
- Gangster
- Kairo
- Lamentos
- Legal
- Llane
- Madie
- Operachi
- Paola Chuc
- Son Latino
- Urban Queens
- Grupo Saga
- Voelín
- Yefry Lemus

## Programación
| Fecha y horario (UTC-6)                   | Bloque                       | Contenido y presentaciones musicales |
| ----------------------------------------- | ---------------------------- | --- |
| 21:00 (19 de julio) - 00:00 (20 de julio) | Apertura "Necios de Corazón" | Los artistas Capitán Eléctrico, Kairo, Gangster, Alkilados, Son Latino, Lamentos, Balka, Voelín, Ashbrall, Legal y Cinthya Arana se presentaron en la apertura del evento. Actuaciones musicales/artísticas: - Capitán Eléctrico - Kairo - Gangster - Alkilados - Son Latino - Lamentos - Balka - Voelín - Ashbrall - Legal - Cinthya Arana - Capitán Eléctrico |

## Recaudación
Después de 27 horas la teletón recaudó la cantidad de Q.20,632,560 quetzales.

### Aportes de marcas e instituciones
| Empresa              | Monto       |
| -------------------- | ----------- |
| Tupperware           | Q.43,000.00 |
| Bomberos municipales | Q.75,000.00 |